# Список загиблих українських миротворців

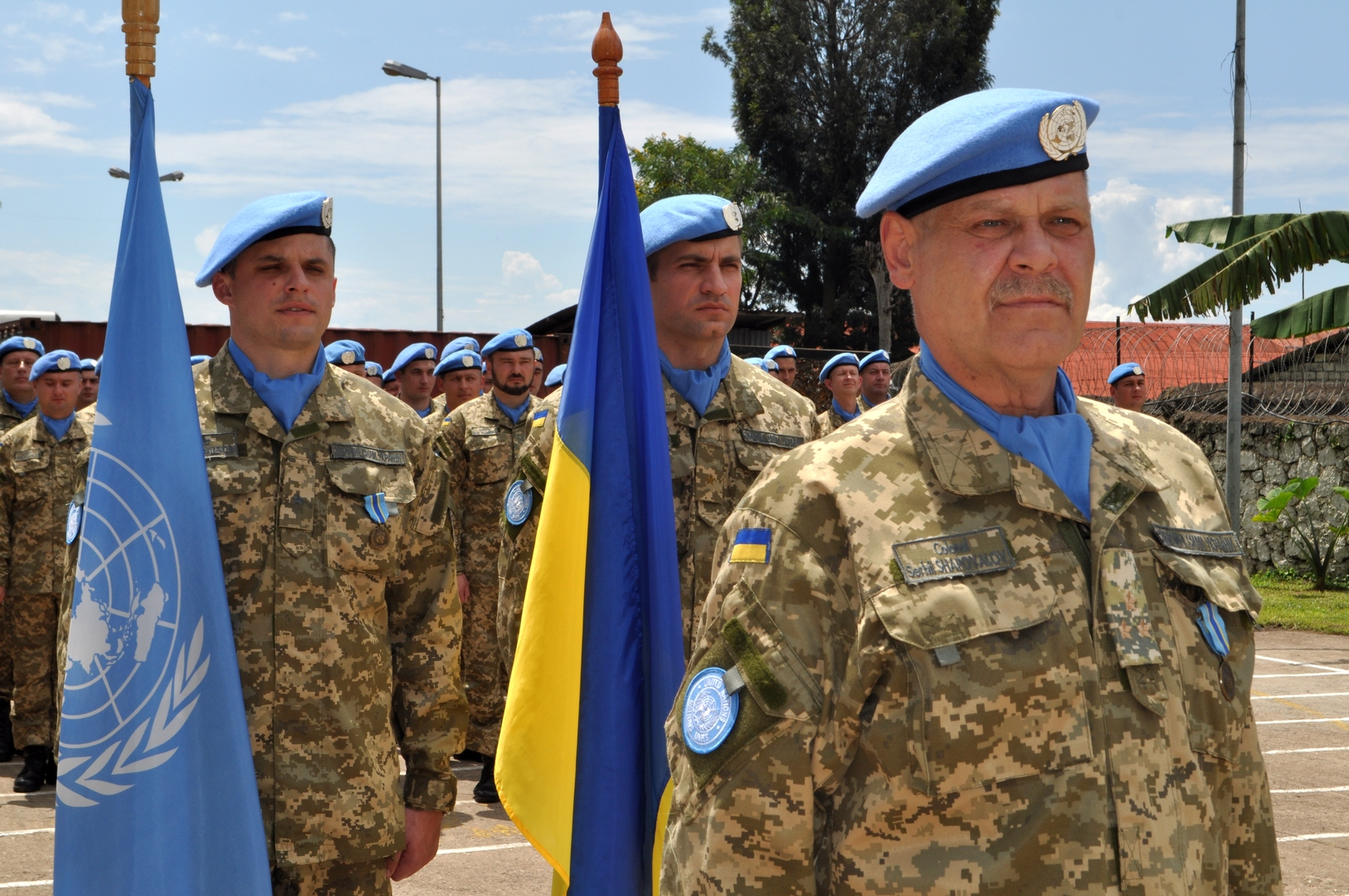
Українська миротворча операція у Демократичній Республіці Конго; 6 грудня 2015

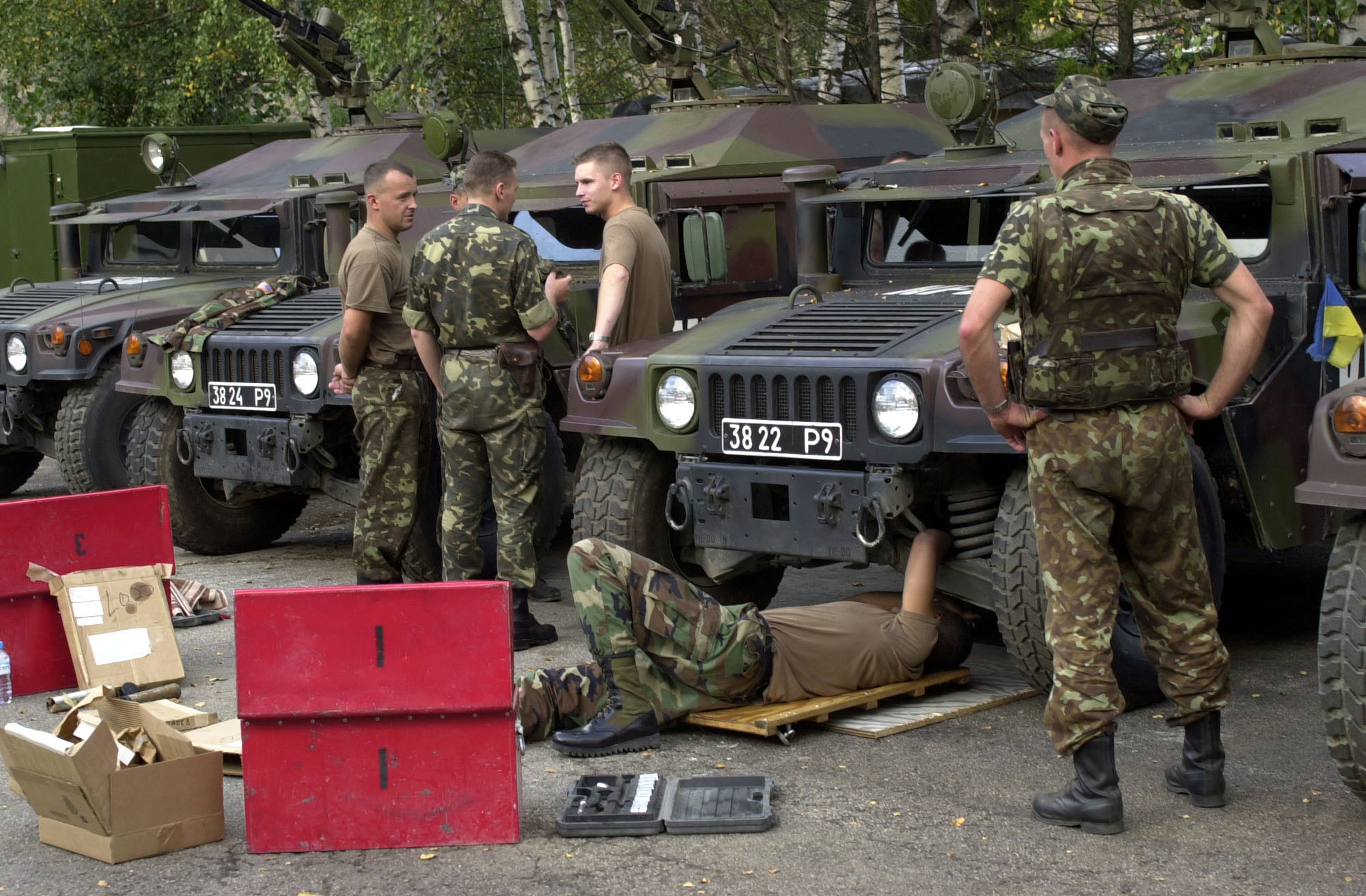
Українські солдати у Косові; 5 жовтня 2001 рік

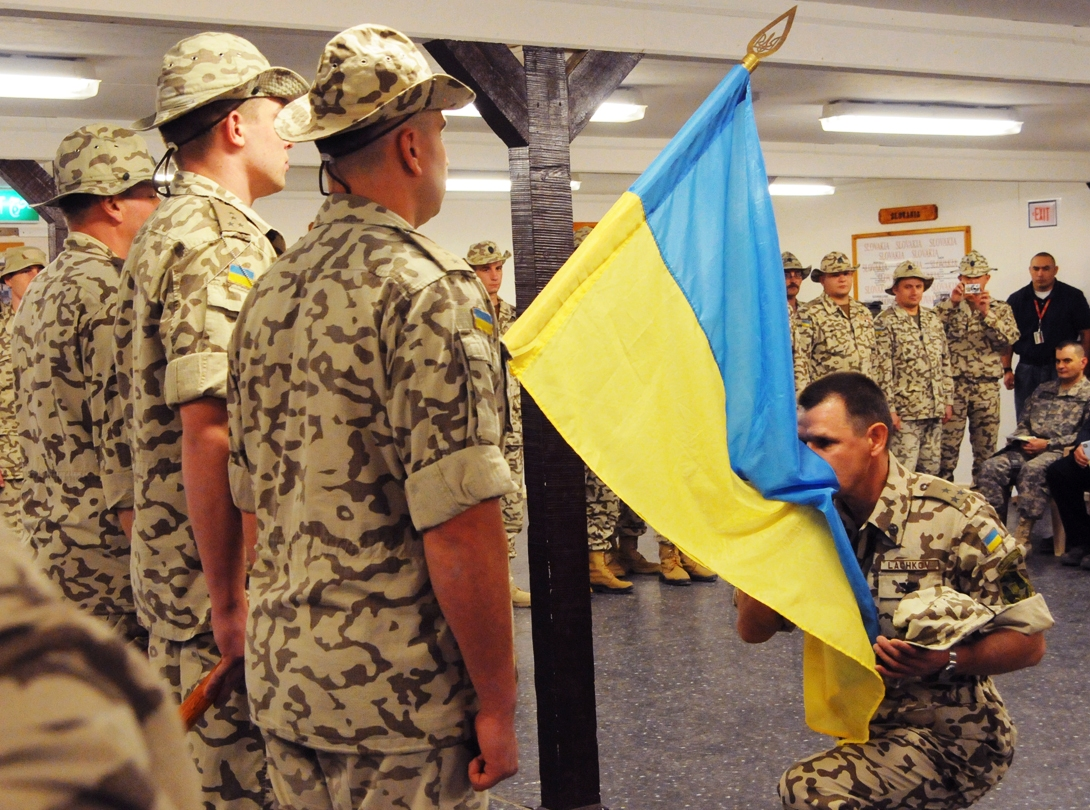
Церемонія закінчення української миротворчої місії в Іраку, 9 грудня 2008 року

У період з 1992 року Україна брала участь у 25 миротворчих операціях із підтримки миру та безпеки, у 3 бере участь і по нині. За весь період у миротворчих операціях ООН брали участь 42 000 українських громадян. У 2017 році, за повідомленням Президента України Петра Порошенка та Міністерства оборони України, вперше була озвучена кількість загиблих українських миротворців, а саме 54. Станом на 2021 рік загальна кількість загиблих українських миротворців становить 58 осіб:
- 15 — під час UNPROFOR
- Українські солдати у Косові; 5 жовтня 2001 рік2 — під час IFOR та SFOR
- 1 — під час Місії ООН в Анголі
- 4 — під час KFOR
- 18 — під час Місії в Іраку
- 6 — під час Місії ООН у Сьєрра-Леоне
- 6 — під час Місії ООН у Демократичній Республіці Конго
- Церемонія закінчення української миротворчої місії в Іраку, 9 грудня 2008 року6 — під час Місії ООН у Ліберії

## Список загиблих
| Миротворець помер в Україні | Миротворець не був включений у офіційну статистику Міністерства оборони України через належність до Міністерства внутрішніх справ | У відкритих джерелах немає жодних згадок, однак був включений у офіційну статистику |

### Місія ООН у колишній Югославії (UNPROFOR,UNCRO)
| №  | Звання військовослужбовця, прізвище, ім'я та по-батькові | Дата народження   | Дата смерті       | Формування | Про особу/Обставини смерті | Примітки |
| -- | -------------------------------------------------------- | ----------------- | ----------------- | ---------- | --- | -------- |
| 1  | підполковник Сливний Віктор Семенович                    | 19 березня 1958   | 11 серпня 1993    | 240-й ОСБ  | загинув при підриві на міні в селі Жепа | [ 4 ]    |
| 2  | старший лейтенант Топіха Сергій Миколайович              | 16 липня 1966     | 1 серпня 1992     | 240-й ОСБ  | поранений 31 липня 1992 під час мінометного обстрілу в аеропорту Сараєво, помер в госпіталі в Німеччині | [ 5 ]    |
| 3  | старший прапорщик Солохін Віктор Олександрович           | 6 вересня 1955    | 20 серпня 1992    | 240-й ОСБ  | убитий 20 серпня 1992 пострілом снайпера в розташуванні батальйону (Сараєво) | [ 4 ]    |
| 4  | старший прапорщик Кочубей Олександр Дмитрович            | 9 листопада 1952  | 5 липня 1994      | 240-й ОСБ  | самогубство | [ 4 ]    |
| 5  | старший прапорщик Хмельовський Сергій Федорович          | 1 жовтня 1960     | 19 липня 1995     | 240-й ОСБ  | самогубство | [ 4 ]    |
| 6  | старший сержант Полтава Олександр Адамович               | 8 серпня 1972     | 18 серпня 1995    | 60-й ОСБ   | Заступник командира взводу — командир відділення інженерно-саперної роти 60-го окремого спеціального батальйону. 18 серпня 1995 року до командування українського підрозділу звернулось керівництво місцевої влади міста Глина з проханням перевірити на предмет мінування території біля водонасосної станції та навколо неї. Для перевірки одного з колодязів треба було відкрити важку чавунну покришку. Олександр поволі потягнув її за ручку. Згодом пролунав вибух, сапер загинув. Нагороджений відзнакою Президента України — зіркою «За мужність» (посмертно). | [ 6 ]    |
| 7  | сержант Козьяков Валерій Анатолійович                    | 19 грудня 1973    | 5 травня 1995     | 240-й ОСБ  | застрелений снайпером (імовірно мусульманським) в районі села Жепи. | [ 7 ]    |
| 8  | молодший сержант Бікасов Андрій Валерійович              | 29 серпня 1972    | 17 травня 1994    | 240-й ОСБ  | застрелений однією з ворожих сторін в Горадже | [ 4 ]    |
| 9  | рядовий Марченко Олександр Вікторович                    | 23 листопада 1971 | 10 жовтня 1992    | 240-й ОСБ  | 10 жовтня 1992 року, в районі передмістя Сараєво — селища Іліджа один з бронетранспортерів потрапив на мінні загородження. Мінне загородження було розкладено прямо на асфальті, вздовж трамвайних колій. Їх було добре видно, тому сержант Василій Лєсніченко вирішив вивести свою машину з небезчної зони. БТР-70 номер 19 зачепив кілька мін. Від вибуху, одразу загинув кулеметник КПВТ рядовий Олександр Марченко. | [ 5 ]    |
| 10 | рядовий Власенко Олександр Іванович                      | 7 квітня 1974     | 16 квітня 1993    | 240-й ОСБ  | загинув в Сараєво під час мінометного обстрілу. | [ 4 ]    |
| 11 | рядовий Жур Рональд Богданович                           | 8 квітня 1974     | 12 січня 1994     | 240-й ОСБ  | необережне поводження зі зброєю | [ 4 ]    |
| 12 | рядовий Яковлєв Едуард Валентинович                      | 16 вересня 1974   | 1 серпня 1994     | 240-й ОСБ  | загинув від поранення, обставини смерті невідомі | [ 4 ]    |
| 13 | рядовий Сібагатов Олег Абдулович                         | 19 лютого 1973    | 1 листопада 1994  | 240-й ОСБ  | вбитий, обставини смерті невідомі | [ 4 ]    |
| 14 | рядовий Павляк Павло Петрович                            | 2 липня 1974      | 25 листопада 1994 | 240-й ОСБ  | самогубство | [ 4 ]    |
| 15 | рядовий Постолакій Павло Леонтійович                     | 11 липня 1964     | 27 серпня 1995    | 240-й ОСБ  | самогубство | [ 4 ]    |

### Місія ООН у Анголі
| № | Звання військовослужбовця, прізвище, ім'я та по-батькові | Дата народження | Дата смерті  | Формування | Про особу/Обставини смерті | Примітки |
| - | -------------------------------------------------------- | --------------- | ------------ | ---------- | -------------------------- | -------- |
| 1 | рядовий Баюров Анатолій Юрійович                         | 22 травня 1965  | 4 липня 1996 | 901 ОПМР   | загинув під час ДТП        | [ 8 ]    |

### Сили Стабілізації (SFOR) у Боснії і Герцеговині
| № | Звання військовослужбовця, прізвище, ім'я та по-батькові | Дата народження | Дата смерті     | Формування | Про особу/Обставини смерті                                                      | Примітки |
| - | -------------------------------------------------------- | --------------- | --------------- | ---------- | ------------------------------------------------------------------------------- | -------- |
| 1 | молодший сержант Максимчук Володимир Іванович            | 12 серпня 1977  | 28 вересня 1997 | 240-й ОСБ  | загинув під час ДТП; на честь миротворця названа вулиця в Кам'янці-Подільському | [ 9 ]    |
| 2 | рядовий Пожуєв Юрій Миколайович                          | 15 серпня 1976  | 8 вересня 1996  | 240-й ОСБ  | загинув від поранення                                                           |          |

### Багатонаціональні сили КФОР у Косові
| № | Звання військовослужбовця, прізвище, ім'я та по-батькові | Дата народження | Дата смерті     | Формування                                    | Про особу/Обставини смерті | Примітки      |
| - | -------------------------------------------------------- | --------------- | --------------- | --------------------------------------------- | --- | ------------- |
| 1 | молодший сержант Товкан Любомир Васильович               | 8 березня 1980  | 10 липня 2000   | 95 ОДШБр ЗСУ                                  | отримав травми під час виконання завдання з патрулювання в зоні відповідальності загинув, в результаті падіння з бойової машини БРДМ-2. Помер того ж дня у польському госпіталі. Міністерство оборони України відзначило, що Любомир Товкан «в складній дорожній ситуації ціною власного життя врятував екіпаж БТРа». Нагороджений відзнакою Міністерства оборони України «Доблесть і честь» (посмертно).                                             | [ 10 ]        |
| 2 | старший прапорщик Назаренко Володимир Гаврилович         | 31 січня 1961   | 28 травня 2005  |                                               | старшина 1-ї спецроти Володимир Назаренко наклав на себе руки, зробивши постріл з пістолета Макарова на складі в населеному пункті Штрпце. 44-річний старший прапорщик по службі характеризувався позитивно, до цього брав участь у миротворчих місіях в колишній Югославії і — два терміни поспіль — в Сьєрра-Леоне. | [ 11 ] [ 12 ] |
| 3 | молодший сержант Ткачук Микола Петрович                  | 15 жовтня 1984  | 22 червня 2007  | 95 ОАеМБр ЗСУ                                 | помер через падіння з бойової машини БРДМ-2. Родина загиблого отримала компенсацію у розмірі 400 тис. грн. | [ 13 ]        |
| 4 | старший сержант Денисюк Олег Анатолійович                | 2 лютого 1981   | 11 липня 2007   | 95 ОДШБр ЗСУ                                  | 22 червня 2007 відбулась ДТП, під час якої померло 2 військовослужбовців та 2 солдат зазнали поранень. Денисюк ж з важкою черепно-мозковою травмою, крововиливом і забоєм головного мозку був у комі. 6 липня спеціалізований санітарний літак Ан-26 «Віта» перевіз його до Києва. У столиці України військовослужбовця направили в реанімаційне відділення клінічного госпіталю для проведення операції, однак 11 липня 2007 року миротворець помер. | [ 13 ] [ 14 ] |
| 5 | старший лейтенант Киналь Ігор Богданович                 | 20 лютого 1982  | 17 березня 2008 | Спеціальний миротворчий підрозділ МВС України | загинув від осколкових поранень під час штурму будівлі суду у місті Митровиця. Нагороджений орденом «За мужність» III ступеня (посмертно). | [ 15 ] [ 16 ] |

### Місія ООН у Сьєрра-Леоне
| № | Звання військовослужбовця, прізвище, ім'я та по-батькові | Дата народження | Дата смерті       | Формування                                     | Про особу/Обставини смерті | Примітки      |
| - | -------------------------------------------------------- | --------------- | ----------------- | ---------------------------------------------- | --- | ------------- |
| 1 | підполковник Савчук Володимир Дмитрович                  | 17 червня 1965  | 7 листопада 2001  | 20-й окремий вертолітний загін                 | 7 листопада 2001 року біля столиці Сьєрра-Леоне Фрітауна зазнав катастрофи вертоліт Мі-8 українського миротворчого контингенту місії ООН. На борту гелікоптера перебувало 4 члени екіпажу — офіцери 20-го окремого вертолітного загону Збройних сил України та 3 пасажири (співробітники місії ООН в Сьєрра-Леоне). Всі пасажири літака загинули. | [ 17 ] [ 18 ] |
| 2 | майор Аюшев Сергій Олександрович                         | 13 грудня 1969  | 7 листопада 2001  | 20-й окремий вертолітний загін                 | 7 листопада 2001 року біля столиці Сьєрра-Леоне Фрітауна зазнав катастрофи вертоліт Мі-8 українського миротворчого контингенту місії ООН. На борту гелікоптера перебувало 4 члени екіпажу — офіцери 20-го окремого вертолітного загону Збройних сил України та 3 пасажири (співробітники місії ООН в Сьєрра-Леоне). Всі пасажири літака загинули. | [ 17 ] [ 18 ] |
| 3 | капітан Філіпович Сергій Валентинович                    | 1972            | 7 листопада 2001  | 20-й окремий вертолітний загін                 | 7 листопада 2001 року біля столиці Сьєрра-Леоне Фрітауна зазнав катастрофи вертоліт Мі-8 українського миротворчого контингенту місії ООН. На борту гелікоптера перебувало 4 члени екіпажу — офіцери 20-го окремого вертолітного загону Збройних сил України та 3 пасажири (співробітники місії ООН в Сьєрра-Леоне). Всі пасажири літака загинули. | [ 17 ] [ 18 ] |
| 4 | капітан Куліков Андрій Вікторович                        | 22 жовтня 1963  | 7 листопада 2001  | 20-й окремий вертолітний загін                 | 7 листопада 2001 року біля столиці Сьєрра-Леоне Фрітауна зазнав катастрофи вертоліт Мі-8 українського миротворчого контингенту місії ООН. На борту гелікоптера перебувало 4 члени екіпажу — офіцери 20-го окремого вертолітного загону Збройних сил України та 3 пасажири (співробітники місії ООН в Сьєрра-Леоне). Всі пасажири літака загинули. | [ 17 ] [ 18 ] |
| 5 | прапорщик Лябах Руслан Петрович                          | 16 лютого 1973  | 14 листопада 2002 | 4-й окремий ремонтно-відновлювальний батальйон | загинув під час ДТП | [ 19 ]        |
| 6 | старший прапорщик Дегтяр Анатолій Васильович             |                 | 6 грудня 2004     | 4-й окремий ремонтно-відновлювальний батальйон | Інструктор з водіння танків та бронемашин навчального взводу, старший прапорщик Анатолій Дегтяр віз із Гани у місто Хейстінгз дизельне пальне для українського контингенту. Та за 110 кілометрів від базового табору автомобіль зсунувся і перекинувся. Причиною ДТП стала погана погода та технічна несправність автомобіля.                     | [ 20 ]        |

### Багатонаціональні сили у Іраку
| №  | Звання військовослужбовця, прізвище, ім'я та по-батькові | Дата народження | Дата смерті       | Формування | Про особу/Обставини смерті | Примітки                           |
| -- | -------------------------------------------------------- | --------------- | ----------------- | ---------- | --- | ---------------------------------- |
| 1  | молодший сержант Суслов Сергій Петрович                  | 1974            | 11 листопада 2003 | 5 ОМБр     | Кулеметник бронетранспортера, смертельно поранив себе під час виконання завдання з охорони банку в місті Ель-Азізія провінції Васіт. | [ 21 ]                             |
| 2  | капітан Бондаренко Олексій Вікторович                    | 15 грудня 1968  | 18 листопада 2003 | 5 ОМБр     | Перекладач з арабської мови відділу взаємодії 5 ОМБр, наклав на себе руки, вистріливши з пістолет Макарова. | [ 22 ]                             |
| 3  | старший сержант Койдан Юрій Анатолійович                 | 1975            | 30 вересня 2003   | 5 ОМБр     | миротворця придавило бронетранспортером, що перевернувся на території української бази «Аль-Кут», розташованої в польському секторі Іраку. | [ 23 ]                             |
| 4  | рядовий Андрощук Руслан Андрійович                       | 1980            | 6 квітня 2004     | 6 ОМБр     | Кулеметник спеціального розвідувального взводу. Іракські бойовики пострілом з ручного протитанкового гранатомета підбили український бронетранспортер. Вибухом було поранено шістьох українських військовослужбовців. Рядовий Руслан Андрощук, помер під час евакуації в базовий табір. | [ 24 ]                             |
| 5  | рядовий Міхалєв Костянтин Вікторович                     | 1976            | 28 квітня 2004    | 6 ОМБр     | 28 квітня 2004 року під час планового патрулювання поблизу іракського міста Аз-Зубадія було скоєно напад на механізований патруль українських миротворців 6 ОМБр. На місці загинув снайпер 62-го окремого механізованого батальйону рядовий Костянтин Міхальов. Вдень, у госпіталі у Багдаді, від отриманих поранень помер кулеметник Ярослав Злочевський. | [ 25 ] [ 26 ]                      |
| 6  | рядовий Злочевський Ярослав Ярославович                  | 1979            | 28 квітня 2004    | 6 ОМБр     | 28 квітня 2004 року під час планового патрулювання поблизу іракського міста Аз-Зубадія було скоєно напад на механізований патруль українських миротворців 6 ОМБр. На місці загинув снайпер 62-го окремого механізованого батальйону рядовий Костянтин Міхальов. Вдень, у госпіталі у Багдаді, від отриманих поранень помер кулеметник Ярослав Злочевський. | [ 25 ] [ 26 ]                      |
| 7  | старший сержант Гензерський Роман Олександрович          | 1981            | 2 липня 2004      | 6 ОМБр     | Командир відділення забезпечення роти матеріального забезпечення 6 ОМБр, наклав на себе руки, вистріливши з автомата АКС-74. | [ 27 ]                             |
| 8  | капітан Іванов Юрій Вікторович                           | 1973            | 15 серпня 2004    | 6 ОМБр     | Командир відділення забезпечення роти матеріального забезпечення 6 ОМБр. У момент, коли дві автоцистерни в супроводі чотирьох БТР під'їхали до водойми, щоб набрати води для технічних потреб, прогримів вибух. Як потім з'ясувалося, розірвався радіокерований фугас. Іванов помер на місці від отриманих осколкових поранень. Нагороджений орденом «За мужність» I ступеня (посмертно). | [ 28 ] [ 29 ]                      |
| 9  | підполковник Тихонов Олег Валентинович                   |                 | 29 вересня 2004   | 7 ОМБр     | Командир 73 ОМБ, загинув під час ДТП | [ 30 ]                             |
| 10 | підполковник Матіжев Олег Вікторович                     | 1964            | 9 січня 2005      | 7 ОМБр     | Неподалік міста Ес-Сувейра сили іракської поліції провели операцію з викриття схованки та вилучення великої кількості боєприпасів. Для їх знешкодження було викликано окремий спеціальний саперний загін Республіки Казахстан. Для забезпечення роботи казахських саперів та надання їм необхідної допомоги на місце виїхала група українських миротворців зі складу 72-го окремого механізованого батальйону. Боєприпаси, серед яких було 35 авіаційних бомб, були перевезені на трьох машинах на спеціально визначене місце для знешкодження. Згодом пролунав потужний вибух, в результаті якого загинуло 7 українських військовослужбовців. Ще один, старший технік механізованої роти 72 окремого механізованого батальйону, Володимир Сєдой помер ввечері у військовому шпиталі у Багдаді. За даними представників комісії багатонаціональної дивізії «Центр-ПІвдень» в Іраку, які розслідували цей інцидент, вибух був спланований та введений в дію стороннім електронним пристроєм. Всіх восьмеро загиблих військовослужбовців нагороджено орденами «За мужність» I ступеня (посмертно). | [ 31 ] [ 32 ] [ 33 ] [ 34 ] [ 35 ] |
| 11 | капітан Заграй Юрій Михайлович                           | 1975            | 9 січня 2005      | 7 ОМБр     | Неподалік міста Ес-Сувейра сили іракської поліції провели операцію з викриття схованки та вилучення великої кількості боєприпасів. Для їх знешкодження було викликано окремий спеціальний саперний загін Республіки Казахстан. Для забезпечення роботи казахських саперів та надання їм необхідної допомоги на місце виїхала група українських миротворців зі складу 72-го окремого механізованого батальйону. Боєприпаси, серед яких було 35 авіаційних бомб, були перевезені на трьох машинах на спеціально визначене місце для знешкодження. Згодом пролунав потужний вибух, в результаті якого загинуло 7 українських військовослужбовців. Ще один, старший технік механізованої роти 72 окремого механізованого батальйону, Володимир Сєдой помер ввечері у військовому шпиталі у Багдаді. За даними представників комісії багатонаціональної дивізії «Центр-ПІвдень» в Іраку, які розслідували цей інцидент, вибух був спланований та введений в дію стороннім електронним пристроєм. Всіх восьмеро загиблих військовослужбовців нагороджено орденами «За мужність» I ступеня (посмертно). | [ 31 ] [ 32 ] [ 33 ] [ 34 ] [ 35 ] |
| 12 | капітан Андрущенко Сергій Миколайович                    | 1976            | 9 січня 2005      | 7 ОМБр     | Неподалік міста Ес-Сувейра сили іракської поліції провели операцію з викриття схованки та вилучення великої кількості боєприпасів. Для їх знешкодження було викликано окремий спеціальний саперний загін Республіки Казахстан. Для забезпечення роботи казахських саперів та надання їм необхідної допомоги на місце виїхала група українських миротворців зі складу 72-го окремого механізованого батальйону. Боєприпаси, серед яких було 35 авіаційних бомб, були перевезені на трьох машинах на спеціально визначене місце для знешкодження. Згодом пролунав потужний вибух, в результаті якого загинуло 7 українських військовослужбовців. Ще один, старший технік механізованої роти 72 окремого механізованого батальйону, Володимир Сєдой помер ввечері у військовому шпиталі у Багдаді. За даними представників комісії багатонаціональної дивізії «Центр-ПІвдень» в Іраку, які розслідували цей інцидент, вибух був спланований та введений в дію стороннім електронним пристроєм. Всіх восьмеро загиблих військовослужбовців нагороджено орденами «За мужність» I ступеня (посмертно). | [ 31 ] [ 32 ] [ 33 ] [ 34 ] [ 35 ] |
| 13 | капітан Бражевський Валерій Вікторович                   | 1973            | 9 січня 2005      | 7 ОМБр     | Неподалік міста Ес-Сувейра сили іракської поліції провели операцію з викриття схованки та вилучення великої кількості боєприпасів. Для їх знешкодження було викликано окремий спеціальний саперний загін Республіки Казахстан. Для забезпечення роботи казахських саперів та надання їм необхідної допомоги на місце виїхала група українських миротворців зі складу 72-го окремого механізованого батальйону. Боєприпаси, серед яких було 35 авіаційних бомб, були перевезені на трьох машинах на спеціально визначене місце для знешкодження. Згодом пролунав потужний вибух, в результаті якого загинуло 7 українських військовослужбовців. Ще один, старший технік механізованої роти 72 окремого механізованого батальйону, Володимир Сєдой помер ввечері у військовому шпиталі у Багдаді. За даними представників комісії багатонаціональної дивізії «Центр-ПІвдень» в Іраку, які розслідували цей інцидент, вибух був спланований та введений в дію стороннім електронним пристроєм. Всіх восьмеро загиблих військовослужбовців нагороджено орденами «За мужність» I ступеня (посмертно). | [ 31 ] [ 32 ] [ 33 ] [ 34 ] [ 35 ] |
| 14 | прапорщик Кацарський Олександр Іванович                  | 1969            | 9 січня 2005      | 7 ОМБр     | Неподалік міста Ес-Сувейра сили іракської поліції провели операцію з викриття схованки та вилучення великої кількості боєприпасів. Для їх знешкодження було викликано окремий спеціальний саперний загін Республіки Казахстан. Для забезпечення роботи казахських саперів та надання їм необхідної допомоги на місце виїхала група українських миротворців зі складу 72-го окремого механізованого батальйону. Боєприпаси, серед яких було 35 авіаційних бомб, були перевезені на трьох машинах на спеціально визначене місце для знешкодження. Згодом пролунав потужний вибух, в результаті якого загинуло 7 українських військовослужбовців. Ще один, старший технік механізованої роти 72 окремого механізованого батальйону, Володимир Сєдой помер ввечері у військовому шпиталі у Багдаді. За даними представників комісії багатонаціональної дивізії «Центр-ПІвдень» в Іраку, які розслідували цей інцидент, вибух був спланований та введений в дію стороннім електронним пристроєм. Всіх восьмеро загиблих військовослужбовців нагороджено орденами «За мужність» I ступеня (посмертно). | [ 31 ] [ 32 ] [ 33 ] [ 34 ] [ 35 ] |
| 15 | старший сержант Сітников Андрій Анатолійович             | 1971            | 9 січня 2005      | 7 ОМБр     | Неподалік міста Ес-Сувейра сили іракської поліції провели операцію з викриття схованки та вилучення великої кількості боєприпасів. Для їх знешкодження було викликано окремий спеціальний саперний загін Республіки Казахстан. Для забезпечення роботи казахських саперів та надання їм необхідної допомоги на місце виїхала група українських миротворців зі складу 72-го окремого механізованого батальйону. Боєприпаси, серед яких було 35 авіаційних бомб, були перевезені на трьох машинах на спеціально визначене місце для знешкодження. Згодом пролунав потужний вибух, в результаті якого загинуло 7 українських військовослужбовців. Ще один, старший технік механізованої роти 72 окремого механізованого батальйону, Володимир Сєдой помер ввечері у військовому шпиталі у Багдаді. За даними представників комісії багатонаціональної дивізії «Центр-ПІвдень» в Іраку, які розслідували цей інцидент, вибух був спланований та введений в дію стороннім електронним пристроєм. Всіх восьмеро загиблих військовослужбовців нагороджено орденами «За мужність» I ступеня (посмертно). | [ 31 ] [ 32 ] [ 33 ] [ 34 ] [ 35 ] |
| 16 | старший сержант Петрик Віра Іванівна                     | 1967            | 9 січня 2005      | 7 ОМБр     | Неподалік міста Ес-Сувейра сили іракської поліції провели операцію з викриття схованки та вилучення великої кількості боєприпасів. Для їх знешкодження було викликано окремий спеціальний саперний загін Республіки Казахстан. Для забезпечення роботи казахських саперів та надання їм необхідної допомоги на місце виїхала група українських миротворців зі складу 72-го окремого механізованого батальйону. Боєприпаси, серед яких було 35 авіаційних бомб, були перевезені на трьох машинах на спеціально визначене місце для знешкодження. Згодом пролунав потужний вибух, в результаті якого загинуло 7 українських військовослужбовців. Ще один, старший технік механізованої роти 72 окремого механізованого батальйону, Володимир Сєдой помер ввечері у військовому шпиталі у Багдаді. За даними представників комісії багатонаціональної дивізії «Центр-ПІвдень» в Іраку, які розслідували цей інцидент, вибух був спланований та введений в дію стороннім електронним пристроєм. Всіх восьмеро загиблих військовослужбовців нагороджено орденами «За мужність» I ступеня (посмертно). | [ 31 ] [ 32 ] [ 33 ] [ 34 ] [ 35 ] |
| 17 | старший прапорщик Сєдой Володимир Миколайович            | 1968            | 9 січня 2005      | 7 ОМБр     | Неподалік міста Ес-Сувейра сили іракської поліції провели операцію з викриття схованки та вилучення великої кількості боєприпасів. Для їх знешкодження було викликано окремий спеціальний саперний загін Республіки Казахстан. Для забезпечення роботи казахських саперів та надання їм необхідної допомоги на місце виїхала група українських миротворців зі складу 72-го окремого механізованого батальйону. Боєприпаси, серед яких було 35 авіаційних бомб, були перевезені на трьох машинах на спеціально визначене місце для знешкодження. Згодом пролунав потужний вибух, в результаті якого загинуло 7 українських військовослужбовців. Ще один, старший технік механізованої роти 72 окремого механізованого батальйону, Володимир Сєдой помер ввечері у військовому шпиталі у Багдаді. За даними представників комісії багатонаціональної дивізії «Центр-ПІвдень» в Іраку, які розслідували цей інцидент, вибух був спланований та введений в дію стороннім електронним пристроєм. Всіх восьмеро загиблих військовослужбовців нагороджено орденами «За мужність» I ступеня (посмертно). | [ 31 ] [ 32 ] [ 33 ] [ 34 ] [ 35 ] |
| 18 | полковник Середницький Роман Володимирович               |                 | 6 лютого 2005     | 7 ОМБр     | Був знайдений мертвим в своїй квартирі в Багдаді, лікарі зробили попередній висновок про те, що причиною смерті міг бути серцевий напад. | [ 36 ]                             |

### Місія ООН у Ліберії
| № | Звання військовослужбовця, прізвище, ім'я та по-батькові | Дата народження | Дата смерті            | Формування                     | Про особу/Обставини смерті | Примітки             |
| - | -------------------------------------------------------- | --------------- | ---------------------- | ------------------------------ | --- | -------------------- |
| 1 | старший прапорщик Онук Валентин Васильович               | 13 серпня 1976  | 17 липня 2005          | 56-й окремий вертолітний загін | 17 липня 2005 року Валентин Онук, український миротворець пропав безвісти під час відпочинку на океані. Через півтора місяця, 29 серпня, було знайдене тіло зі слідами акулячих зубів, яке прибило до берега. | [ 37 ]               |
| 2 | старшина Ігор Іщук                                       |                 | 17 листопада 2005      | 56-й окремий вертолітний загін | Загинув в результаті нещасного випадку на узбережжі Атлантичного океану — під час набору води військовослужбовця затягнуло раптово виниклою хвилею у воду і віднесло у відкритий океан. Нагороджений медаллю Дага Хаммаршельда. | [ 38 ] [ 39 ]        |
| 3 | старший лейтенант Зубко Олександр Сергійович             | 5 лютого 1987   | 13 жовтня 2012         | 56-й окремий вертолітний загін | Олександр Зубко представляв в 56-му загоні Головне управління розвідки МОУ. Загинув під час ДТП. Автомобіль потрапив у аварію, прямуючи зі столиці Монровія до аеропорту «Робертс». Миротворець був доставлений у госпіталь, де помер від отриманих пошкоджень. | [ 40 ] [ 41 ]        |
| 4 | сержант Терлецький Ігор Іванович                         | 21 березня 1985 | 13 липня 2008          | 56-й окремий вертолітний загін | З листопада 2007 року по червень 2008 року сержант Терлецький проходив службу у складі 56-го окремого вертолітного загону ЗСУ сил Місії ООН у Ліберії. Після прибуття в Україну і після проходження карантину з 18 червня до 30 червня 2008 року він отримав відпустку, після чого солдат повинен був прибути в розпорядження своєї військової частини, однак 26 червня, відчувши погіршення самопочуття, сержант самостійно звернувся в клінічний центр Західного регіону, де йому був поставлений діагноз «тропічна малярія, ускладнена двобічною пневмонією та іншим інфекційним токсичним міокардитом», 29 червня був переведений у реанімацію. 13 липня 2008 року сержант Терлецький помер у Львові. | [ 42 ] [ 43 ]        |
| 5 | майор Сулін В'ячеслав Валерійович                        | 17 квітня 1974  | 19 квітня 2011         | 56-й окремий вертолітний загін | Бортпровідник, майор В'ячеслав Сулін під час огляду французького літака типу «Міраж» випадково натиснув кнопку катапультування системи і помер через сильний удар. За різними даними, інцидент стався або у Ліберії або у Кот-д'Івуарі. | [ 44 ] [ 45 ] [ 46 ] |
| 6 | невідомо                                                 |                 | між 2007 і 2018 роками |                                | |                      |

### Миротворча місія України в Кот-д'Івуарі
| № | Звання військовослужбовця, прізвище, ім'я та по-батькові | Дата народження | Дата смерті    | Формування                                    | Про особу/Обставини смерті | Примітки      |
| - | -------------------------------------------------------- | --------------- | -------------- | --------------------------------------------- | --- | ------------- |
| 1 | Підполковник Володимир Гончар                            |                 | 20 квітня 2015 | Спеціальний миротворчий підрозділ МВС України | Підполковник міліції Володимир Гончар загинув 20 квітня 2015 року у Києві від малярії. З грудня 2012 брав участь у міжнародній операції з підтримання миру і безпеки ООН в Кот-д'Івуарі. Посмертно нагороджений медаллю «Дага Хаммаршельда» | [ 47 ] [ 48 ] |

### Місія ООН у Демократичній Республіці Конго
| № | Звання військовослужбовця, прізвище, ім'я та по-батькові | Дата народження | Дата смерті       | Формування                                                                    | Про особу/Обставини смерті | Примітки      |
| - | -------------------------------------------------------- | --------------- | ----------------- | ----------------------------------------------------------------------------- | --- | ------------- |
| 1 | Старший лейтенант Дворжак Олександр Андрійович           | 4 серпня 1977   | 13 вересня 2016   | 18-й окремий вертолітний загін                                                | Олександр Дворжак брав участь в АТО, а з лютого 2016 року виконував завдання в складі миротворчого контингенту місії ООН в Демократичній Республіці Конго. Помер 13 вересня 2016 року під час несення служби. | [ 49 ] [ 50 ] |
| 2 | Капітан Пахай Сергій Васильович                          | 16 квітня 1986  | 16 лютого 2016    | 18-й окремий вертолітний загін                                                | Офіцер 16 бригади армійської авіації Сухопутних військ ЗС України «Броди». Проходив службу у складі 18 окремого вертолітного загону місії ООН зі стабілізації. Помер від малярії. | [ 51 ] [ 52 ] |
| 3 | Полковник Політько Юрій Володимирович                    | 27 жовтня 1970  | 11 квітня 2019    | Головне управління військового співробітництва та миротворчих операцій ГШ ЗСУ | Офіцер Головного управління військового співробітництва та миротворчих операцій Генерального штабу Збройних сил України полковник Юрій Володимирович Політько проходив службу в місті Кітчанга. 8 квітня 2019 прибув до міста Гома і був терміново доставлений в госпіталь третього рівня в зв'язку зі скаргою на погане самопочуття. Результати аналізів крові, зроблені в зазначеному госпіталі, показали високий рівень вмісту малярійного плазмодія, офіцеру було встановлено діагноз «малярія». 11 квітня помер у лікарні. | [ 53 ] [ 54 ] |
| 4 | старший лейтенант Олександр Бривко                       |                 | 22 листопада 2020 | 18-й окремий вертолітний загін                                                | Причина смерті — COVID-19. Генеральний секретар ООН Антоніу Ґутерріш висловив співчуття з приводу смерті військовослужбовця. | [ 55 ] [ 56 ] |
| 5 | старший солдат Сергій Савченко                           | 1981            | 6 грудня 2020     | 81-ша окрема аеромобільна бригада                                             | Народився в 1981 році. Родом з Ізюма, Харківська область. З 2017 року служив у 81-шій окремій аеромобільній бригаді. З вересня 2020 року входив до складу українського миротворчого контингенту, де служив кухарем у їдальні. Причина смерті — серцева недостатність. | [ 57 ]        |
| 6 | старший лейтенант Мулявка Олександр Ігорович             |                 | 18 січня 2021     | 11-та окрема бригада армійської авіації                                       | Учасник АТО. Причина смерті невідома. | [ 58 ]        |

## Вшанування пам'яті
Після звернення уряду України та Асоціації миротворців України, ООН резолюцією 57/129, затвердженою 11 грудня 2002 року, встановила 29 травня Міжнародним днем миротворців. Із встановленням в Україні Міжнародного дня миротворців було скасовано День миротворця.
У 2012 році виповнилося 20 років участі України у миротворчих операціях Організації Об'єднаних Націй. У зв'язку із цим, Верховна Рада України Постановою № 292-VII встановила 15 липня — Днем українських миротворців.